# Мартинес, Педро (бейсболист, 1971)
Пе́дро Ха́йме Марти́нес (исп. Pedro Jaime Martínez, родился 25 октября 1971) — доминиканский бейсболист, стартовый питчер, выступавший в Главной лиге бейсбола (МЛБ) с 1992 по 2009 год за пять команд. Мартинес является одним из самых выдающихся питчеров в истории бейсбола.
По состоянию на 2023 год показатель Мартинеса в 219 побед и 100 поражений ставит его на десятое место по проценту побед в истории МЛБ и на пятое место среди питчеров, отыгравших более 2000 иннингов за карьеру. Мартинес закончил свою карьеру со средним показателем пропущенных ранов (ERA) — 2,93, ставшим одним из самых лучших показателей среди питчеров, отыгравших не менее 2500 иннингов с 1920 года. Мартинес является членом клуба 3000 страйкаутов с показателем в 3154 страйкаута. По состоянию на 2023 год показатель страйкаутов Мартинеса за карьеру в 10,04 за девять иннингов занимает шестое место среди питчеров, отыгравших более 1500 иннингов.
Мартинес — восьмикратный участник Матча всех звёзд, ставший самым ценным игроком Матча всех звёзд МЛБ 1999 года. Он получил три награды Сая Янга (1997, 1999, 2000) и выигрывал эту награду и в Американской и в Национальной лиге, а также дважды занимал второе место в голосовании (1998, 2002) на приз Сая Янга. Мартинес пять раз был лидером Американской лиги по ERA и трижды по проценту побед и страйкаутов. В 1999 году Мартинес занял второе место в номинации «Самый ценный игрок» Американской лиги, став обладателем Тройной питчерской короны с результатом 23–4, 2,07 ERA и 313 страйкаутов, в 2004 году Мартинес в составе «Бостон Ред Сокс» стал победителем Мировой серии. В 2015 году Педро Мартинес был избран в Зал славы бейсбола, а его 45-й номер был выведен из обращения в «Бостон Ред Сокс».

## Биография

### Ранние годы
Педро Мартинес родился 25 октября 1971 года в провинции Санто-Доминго в семье, где помимо Педро было ещё пять детей. Старший брат Педро, Рамон Мартинес, играл на позиции питчера в бейсбольном лагере «Лос-Анджелес Доджерс» в Доминиканской Республике, а позднее и в МЛБ и научил юного Педро подавать мяч. В сезоне 1989/90 Мартинес дебютировал в профессиональном бейсболе в составе команды «Тигрес дель Лисей». Непродолжительное время выступал за «Азукарерас дель Эсте», прежде чем вернуться в «Тигрес дель Лисей» в сезоне 1991/92.

### Лос Анджелес Доджерс
В 1988 году Мартинес подписал контракт с «Лос Анджелес Доджерс» и переехав в США (в 1990 году), первоначально выступал в системе «Доджерс» в майнор-лигах. 24 сентября 1992 года Мартинес дебютировал в МЛБ в игре против «Цинциннати Редс», отыграв два иннинга без пропущенных ранов в качестве реливера. 30 сентября 1992 года Мартинес дебютировал в качестве стартового питчера, пропустив два рана, а его команда проиграла «Редс» со счётом 3–1. В сезоне 1993 года Мартинес провёл в качестве релив-питчера, с показателями 10 побед, 5 поражений, ERA — 2,61 и 119 страйкаутов в 65 играх при 107 иннингах, что стало лучшим результатом среди всех реливеров Национальной лиги. Перед сезоном 1994 года Мартинес был обменян в «Монреаль Экспос» на игрока второй базы Делино ДеШилдса.

### Монреаль Экспос
В Монреале Мартинес стал одним из лучших питчеров в Главной лиге бейсболе. За четыре года в «Экспос» он одержал 55 побед при 33 поражениях, не пропустив ни одного старта. 3 июня 1995 года в игре против «Сан-Диего Падрес» в 9 иннингах Мартинес выбил 27 отбивающих соперника, однако счёт был 0–0 и игра перешла в дополнительное время. В 10-м иннинге Мартинес пропустил дабл и несмотря на 9 «совершенных» иннингов не смог провести совершенную игру. В 2016 году Общество исследователей американского бейсбола включило «почти совершенную игру Педро Мартинеса» в число пятидесяти величайших матчей «Монреаль Экспос». В 1997 году Мартинес показал результат 17-8, включая 1,90 ERA, 305 страйкаутов и 13 полных игр, став единственным питчером из «Монреаль Экспос», когда-либо выигрывавшим награду Сая Янга в Национальной лиге.

### Бостон Ред Сокс
В ноябре 1997 года Педро Мартинес быль обменян в «Бостон Ред Сокс» на Карла Павано и Тони Армаса-младшего. Мартинес подписал шестилетний контракт с зарплатой в 75 миллионов долларов, что на тот момент стал самым большим контрактом питчера МЛБ. В своём первом сезоне за «Ред Сокс» Мартинес добился 19 побед при 7 поражениях, заняв второе место в Американской лиге по ERA, WHIP, страйкаутам и голосованию на приз Сая Янга и впервые в карьере приняв участие в играх плей-офф. В 1999 году он одержал 23 победы при 4 поражениях с ERA 2,07, стал обладателем питчерской Тройной короны, установил рекорд лиги по числу страйкаутов на девять иннингов (13,2), не пропустил ни одного хоум-рана в 293 эт-бэтах с раннером на базе, пропустил на базу всего шесть первых отбивающих за 213 1/3 иннингов, и вывел из игры 37 % всех бэттеров, с которыми встречался и выиграл свою вторую награду Сая Янга. В плей-офф Мартинес получил травму, однако внёс вклад в победу над «Кливленд Индианс» и помог одержать единственную победу над «Нью-Йорк Янкис» в чемпионской серии АЛ. Мартинес подчеркнул своё доминирование выступлением в Матче всех звёзд 1999 года на Фенуэй Парке, получив звание самого ценного игрока Матча всех звёзд.
В сезоне 2000 года Мартинес выиграл свою третью награду Сая Янга при показателе ERA — 1,47. В 2000 году WHIP Мартинеса составил 0,74, второй самый низкий показатель в истории МЛБ после Джорджа Уокера в 1940 году. Однако рекорд Уокера пришёлся на сезон, в котором он отыграл всего 49 иннингов, тогда как Мартинес отыграл 217 иннингов в 2000 году. В 1999 и 2000 годах Мартинес допустил 288 хита и 69 уоков в 430 иннингах, с 597 страйкаутами, 0,83 WHIP и 1,90 ERA. Некоторые бейсбольные эксперты считают, что, учитывая эпоху его выступления являются лучшей питчерской игрой в истории бейсбола. Большую часть сезона 2001 года Мартинес находился в списке травмированных, закончив сезон с результатом 7–3, показателем ERA 2,39 и 163 страйкаутами за 116 иннингов, а «Ред Сокс» не попали в плей-офф.
В сезоне 2002 года, Мартинес восстановился после травмы и вернулся на прежний уровень игры. Мартинес одержал 20 побед при 4-х поражениях при показателях ERA 2,26, WHIP 0,923 и 239 страйкаутах. При этом приз Сая Янга Американской лиги 2002 достался Барри Зито из «Окленд Атлетикс», несмотря на более высокий показатель ERA, более высокий показатель WHIP, меньшее количество страйкаутов и более низкий процент побед, чем у Мартинеса. «Ред Сокс» снова не удалось выйти в плей-офф. В сезоне 2003 года Мартинес одержал 14 побед, потерпев 4 поражения. Педро лидировал в Американской лиге по ERA (2,22), ERA+ (211) и WHIP (1,04). Мартинес занял третье место в голосовании за приз Сая Янга 2003 года, который достался Рою Халлидею из «Торонто Блю Джейс». Бостон вышел в плей-офф, где в дивизионной серии обыграл «Окленд Атлетикс» (3–2), а в чемпионской серии проиграл «Нью-Йорк Янкис» (3–4). Мартинес принял участие в четырёх играх плей-офф, однако его показатель ERA — 4,76 был значительно выше его среднего показателя в карьере.
Несмотря на высокий показатель ERA 3,90 в 2004 году, Мартинес добился 16 побед при 9 поражениях, занял второе место в Американской лиге по страйкаутам и четвёртое место в голосовании на приз Сая Янга. «Ред Сокс» выиграли уайлд-кард Американской лиги, а Мартинес весьма эффективно выступал в плей-офф. Он одержал победу во второй игре дивизионной серии против «Анахайм Энджелс», а в чемпионской серии Мартинес потерпел единственное поражение в плей-офф в игре против «Нью-Йорк Янкис». В третьей игре Мировой серии против «Сент-Луис Кардиналс» он сыграл семь «сухих» иннингов и вывел из игры 14 отбивающих соперника. «Бостон Ред Сокс» выиграли Мировую серию в четырёх играх, обеспечив себе первый чемпионский титул за 86 лет. Мартинес закончил свою карьеру в «Ред Сокс» с результатом 117 побед и 37 поражений, 2.52 ERA, 190 ERA+ и 1683 страйкаутами в 1383+2⁄3 иннингах, дважды выиграв приз Сая Янга.

### Нью-Йорк Метс
В конце 2004 года Мартинес стал свободным агентом и подписал четырёхлетний контракт на 53 миллиона долларов с «Нью-Йорк Метс». В сезоне 2005 года, в свой первый сезон в «Метс» Мартинес показал результат 15 побед при 8 поражениях с показателем 2,82 ERA, 208 страйкаутами и лучшим в лиге WHIP — 0,95. В сезоне 2006 года Мартинес получил травму, после которой его результаты ухудшились. Большую часть сезона 2007 года, Мартинес находился в списке травмированных. 3 сентября 2007 года Мартинес вернулся в состав и одержал 207-ю победу, пропустив два рана в пяти иннингах и совершив свой 3000-й страйкаут в карьере, став 15-м питчером в истории МЛБ, сделавшим это. Мартинес получил травму в первой игре сезона 2008 года, который стал худшим в карьере питчера.

### Филадельфия Филлис
В июле 2009 года Мартинес подписал контракт с «Филадельфией Филлис». В своём выступлении в сезоне 2009 года  Мартинес помог «Филлис» дойти до финала Мировой серии, где команда проиграла «Янкис».

### Карьера в сборной
Педро Мартинес выступал в составе сборной Доминиканской Республики на Мировой бейсбольной классике в марте 2009 года. На турнире Мартинес принял участие в двух играх, отыграл шесть иннингов без пропущенных ранов, однако его команда выбыла из турнира после первого раунда.

### После завершения карьеры
24 января 2013 года Мартинес стал специальным помощником генерального менеджера «Бостон Ред Сокс» Бена Черингтона. Мартинес был избран в Национальный зал славы бейсбола в январе 2015 года, набрав 91,1 % голосов. На церемонии Мартинес произнёс речь: 
«Я чрезвычайно горжусь тем, что представляю Бостон и всю Новую Англию своей карьерой в Зале славы. Я благодарен всем командам, за которые я играл, и особенно болельщикам, за то, что сделали эту удивительную честь реальностью».
28 июля 2015 года «Бостон Ред Сокс» вывел из обращения 45-й номер под которым Мартинес выступал в команде.

## Стиль игры
В начале своей карьеры фастбол Мартинеса постоянно фиксировался в диапазоне 95–98 миль в час. Джо Познански из Sports Illustrated писал: «В истории бейсбола не было другого питчера, который был бы более доминирующим, чем молодой Педро — ни Уолтер Джонсон, ни Лефти Гроув, ни Сэнди Коуфакс, ни Том Сивер, ни Роджер Клеменс». Мартинес был одним из немногих питчеров, в арсенале которого были три варианта подач, которыми он владел с одинаковой точностью. Мартинес выполнял каждую подачу из одного и того же положения с одной и той же скоростью движения руки. Вращение каждой подачи было уникально. Мартинес варьировал скорость и изменение высоты полёта мяча. Мартинес бросал фастбол указательным и средним пальцами по двум швам так, что мяч смещался на девять дюймов в сторону рук и голов правосторонних бьющих.

## Личная жизнь
Педро женат на бывшем репортере ESPN Deportes Каролине Крус де Мартинес, которая сейчас руководит благотворительной организацией «Pedro Martínez and Brothers Foundation». У пары четверо детей. Один из его сыновей, Педро Мартинес-младший, подписал контракт с «Детройт Тайгерс» в качестве международного свободного агента в сентябре 2017 года. В 2006 году Педро Мартинес стал гражданином США. Мартинес организовал строительство церкви, начальной школы, детской площадки, бейсбольного поля и нескольких домов для жителей своего родного города Маногуаябо.